# 穆克达德·西菲
穆克达德·西菲（阿拉伯语：‎，1940年4月21日—）是阿爾及利亞政治家，並且於1994年4月11日至1995年12月31日期間擔任阿爾及利亞總理一職。西菲曾經就任國會議員，並一度被認為是可能成功競選阿爾及利亞總統的候選人。然而西菲在1999年4月和其他候選人一同撤除提名，並讓剩下唯一的候選人阿卜杜勒-阿齊茲·布特弗利卡當選成為總統。西菲贊成以市場經濟作政策為導向，並且認為不應該赦免伊斯蘭拯救陣線。

## 外部連結
- "The candidates who pulled out" BBC News, 15 April 1999 （页面存档备份，存于）